# 분이
《분이》는 2003년 4월 21일부터 2003년 11월 15일까지 KBS 1TV에서 방영된 TV소설이다.

## 등장 인물

### 주요 인물
- 고정민 : 박영분 역
- 김홍표 : 강정일 역 - 명주의 약혼자
- 이자영 : 이명주 역
- 이형철 : 배진환 역

### 주변 인물
- 홍요섭 : 강태수 역
- 남능미 : 박영분의 어머니 역
- 박현숙 : 옥단심 역
- 장항선 : 배일준 역 - 배진환의 아버지
- 노주현 : 강문수 역 - 강정일과 수경의 아버지
- 이덕희 : 김 여사 역 - 강정일과 수경의 어머니
- 임현식 : 장덕팔 역 - 전당포 사장
- 김윤정 : 박영실 역 - 박영분의 동생
- 이원종 : 박서방 역 - 박영분의 아버지
- 맹호림 : 이재호 역 - 이명주와 성주의 아버지
- 이종남 : 최여사 역 - 이명주와 성주의 어머니
- 한보람 : 강수경 역 - 강정일의 동생
- 원재영 : 이성주 역 - 이명주의 동생
- 김다빈 : 영분의 아들 역

### 그 외 인물
- 이철민
- 최재환
- 주민수

| 한국방송공사 TV소설                         | 한국방송공사 TV소설                       | 한국방송공사 TV소설                         |
| 이전 작품                                   | 작품명                                    | 다음 작품                                   |
| ------------------------------------------- | ----------------------------------------- | ------------------------------------------- |
| 인생화보 (2002년 8월 5일 ~ 2003년 4월 19일) | 분이 (2003년 4월 21일 ~ 2003년 11월 15일) | 찔레꽃 (2003년 11월 17일 ~ 2004년 6월 12일) |